# زرکوب‌ماهی‌سانان
زرکوب‌ماهی‌سانان (نام علمی: Zeiformes) نام یک راسته از بالاراسته پیراخاربالگان است.

## خانواده‌ها
- خانواده زرکوب‌ماهیان سربه‌زیر (Cyttidae)
- خانواده زرورق‌ماهی (Grammicolepididae)
- خانواده پریشان‌ماهیان (Oreosomatidae)
- خانواده سیخدارماهیان (Parazenidae)
- خانواده Sorbinipercidae
- خانواده زرکوب‌ماهیان (Zeidae)
- خانواده آفتاب‌ماهیان (Zeniontidae) (پیشتر با نام Macrurocyttidae شناخته می‌شد.)
- خانواده Bajaichthyidae (گونه منقرض‌شده Bajaichthys elegans)